# Enactment
Enactment (engl. „in Kraft setzen, Inkraftsetzung“) bezeichnet den Prozess, durch den eine bestimmte Realität sozial konstruiert wird. So werden Strukturen und Vorfälle, die eine Organisation ausmachen, erst durch Handeln erzeugt.
Gesellschaften und Organisationen befinden sich in einem konstanten Prozess des Sich-Selbst-Neuerzeugens durch Kommunikation. Für Niklas Luhmann erklärt sich jede Form von Sozialität (also auch Gesellschaft und Organisation) mit dem Begriff Emergenz und einer speziellen Ausarbeitung des Begriffs Kommunikation. Eine Gesellschaft oder eine Organisation existiert demnach nur so lange, wie die Kommunikation fortdauert.
Diese Kommunikation findet statt durch schreiben, sprechen oder schweigen, kurzum: durch das Handeln (und Nicht-Handeln) beteiligter Akteure. So formt sich die eine Gesellschaft oder eine Organisation als jeweils aktuelles Resultat von ineinandergreifenden individuellen Konstruktionen der beteiligten Akteure am Handeln und Nicht-Handeln. Dieses Formen entsteht nach Eisenberg (1986) auf zwei Arten, einerseits durch Handlungszyklen (Interakt) und zweitens durch das Aufstellen von Regeln. Drastischer, aber verständlicher beschreibt das ein Consultant: Enactment betont, dass „Manager“ viele Merkmale ihrer objektiven Umwelt konstruieren, neu anordnen, aussondern und demolieren. Enactment lässt die Umwelt, die Kultur, die Strategie oder die Organisation in Erscheinung treten. Nach der Erzeugung besteht kaum noch ein Unterschied zwischen der Realität und der Erzeugung. Im Original:

„Enactment emphasizes that “managers” construct, rearrange, single out and demolish many objective features of their surroundings. Enactment makes the environment, the culture, the strategy, or the organization appear. After the creation, there is little difference between the reality and the creation (Weick, 1979).“

Diese Beschreibung deutet an, dass sich die Umwelt einer Organisation, einer Kultur oder einer Strategie dadurch von dem Prozess der Umwelt-, Organisations- und Strategieerzeugung unterscheiden, dass sie auch durch die Aktivitäten im Prozess erzeugt werden. Jeder Akteur, der eine Handlung oder Nicht-Handlung tätigt, die sich auf die Organisation bezieht, entscheidet dadurch mit unterschiedlichem Einfluss mit, was unter dieser Organisation verstanden wird und wie sie erlebt wird.
So entsteht Wikipedia durch die Aktivitäten vieler Freiwilliger, die sich häufig nie gesehen haben, sich weder kennen noch voneinander wissen. Trotzdem hat Wikipedia eine Form, die sich beschreiben lässt, weil die Handlungen vieler eine beschreibbare Form erzeugen, die so lange besteht, wie die Handlungen fortdauern (Artikel schreiben, verändern, löschen usw.).
Nach dem amerikanischen Organisationspsychologen Karl E. Weick muss die „verordnete“ (enacted) Umwelt nach ihrer Erzeugung gedeutet werden. Um zu einer Deutung zu kommen, muss aber erst der Sinn der Situation ermittelt werden. Enactment ist dem Sensemaking vorgelagert. Der ermittelte Sinn kann dann interpretiert werden.

## Gedankengeschichte
Enactment wurde schon 1928, noch ohne Verwendung des Begriffs, von William Isaac Thomas beschrieben.

„Wenn die Menschen Situationen als wirklich definieren, sind sie in ihren Konsequenzen wirklich.
If men define situations as real, they are real in their consequences“

Diese als Thomas-Theorem bekannte Aussage beschreibt das soziologische Grundgesetz, dass die Handlungen von Menschen wirklich sind, auch wenn ihre Gründe falsch sein mögen. Thomas geht dabei nicht weiter auf die Wirkung dieses Handelns ein.

## Darstellung durch Beispiele

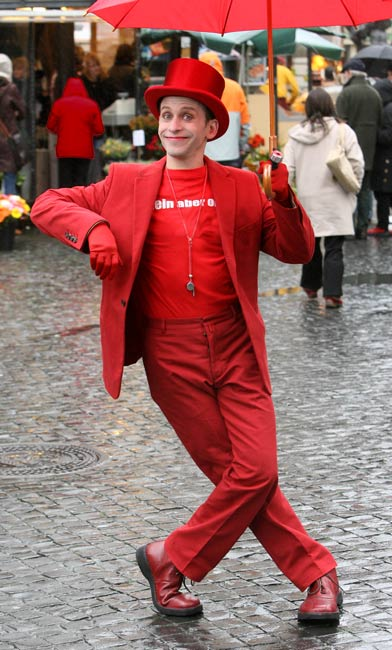
Pantomime Pablo Zibes

Das „Erzeugen von Realität durch Handeln“ kann man sich am Beispiel eines Pantomimen verdeutlichen. Sein Handeln suggeriert unsichtbare Gegenstände. Dies verdeutlicht der Pantomime durch sein Handeln, indem er sich so verhält, als ob der Gegenstand vorhanden wäre. Er wird sich also auf den scheinbaren Gegenstand aufstützen, ihn umrunden usw. Ein Beobachter sieht zwar keinen Gegenstand, sondern leitet aus dem Verhalten des Pantomimen die Existenz ab. Man könnte auch sagen, der Gegenstand existiert, solange sich der Mime so verhält als wäre der Gegenstand real.
Soziale Realitäten enthalten viele solcher unsichtbaren „Gegenstände“. Im Gegensatz zum allein handelnden Pantomimen werden hier aber die Realitäten durch das kollektive „So-Tun-Als-Ob“ erzeugt. Realität in diesem Sinne ist nicht etwas, das außerhalb des Ich stattfindet, sondern es ist die aktive Konstruktion des „Draußen“. Indem diese konstruierte Realität sich mit der konstruierten Realität anderer Menschen deckt, entsteht die Gesellschaft oder Organisation durch Handeln. Die Königin von England trägt nur selten eine Krone. Trotzdem wird sie mit dem Respekt behandelt, den das jeweilige Gegenüber für angemessen hält. Ein Reisender, der sie nicht kennt, würde sein Verhalten wahrscheinlich aber dem Verhalten anderer anpassen, die er im Umgang mit ihr beobachtet. In ihrem Verhalten erzeugen diese Leute die Realität „Königin von England“.